# 圣梅米
圣梅米（法語：Saint-Memmie，法語發音：[sɛ̃ mɛmi]）是法国马恩省的一个市镇，属于香槟沙隆区。

## 地理
圣梅米（48°57'11"N, 4°22'59"E）面积12.64 平方千米，位于法国大東部大區马恩省，该省份为法国东北部内陆省份，北起阿登省，西北接埃纳省，西南接塞纳-马恩省，南至奥布省，东南接上马恩省，东临默兹省。
与圣梅米接壤的市镇（或旧市镇、城区）包括：香槟地区沙隆、库尔蒂索勒、莱皮讷、萨里。

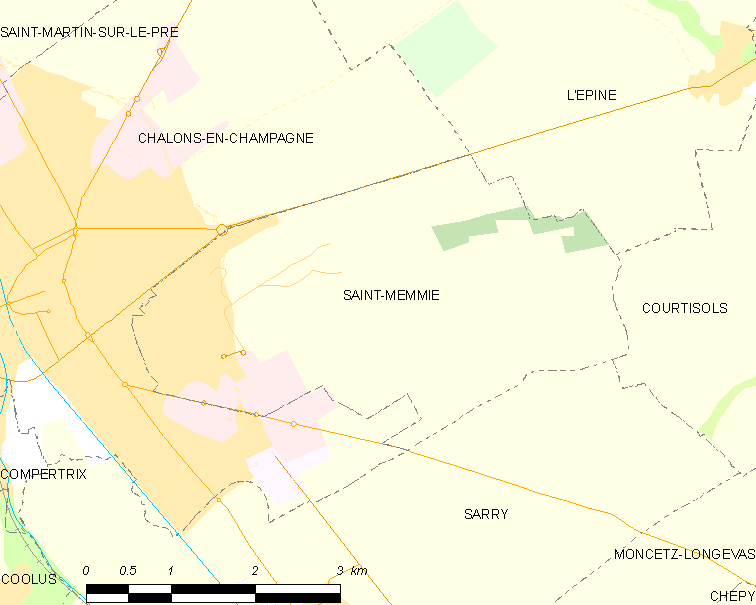
圣梅米的OSM定位图

圣梅米的时区为UTC+01:00、UTC+02:00（夏令时）。

## 行政
圣梅米的邮政编码为51470，INSEE市镇编码为51506。

## 政治
圣梅米所属的省级选区为香槟沙隆第三县。

## 人口

1962-2008年间圣梅米人口变化图示

圣梅米于2022年1月1日时的人口数量为5439人。